# Postamt (Penzberg)

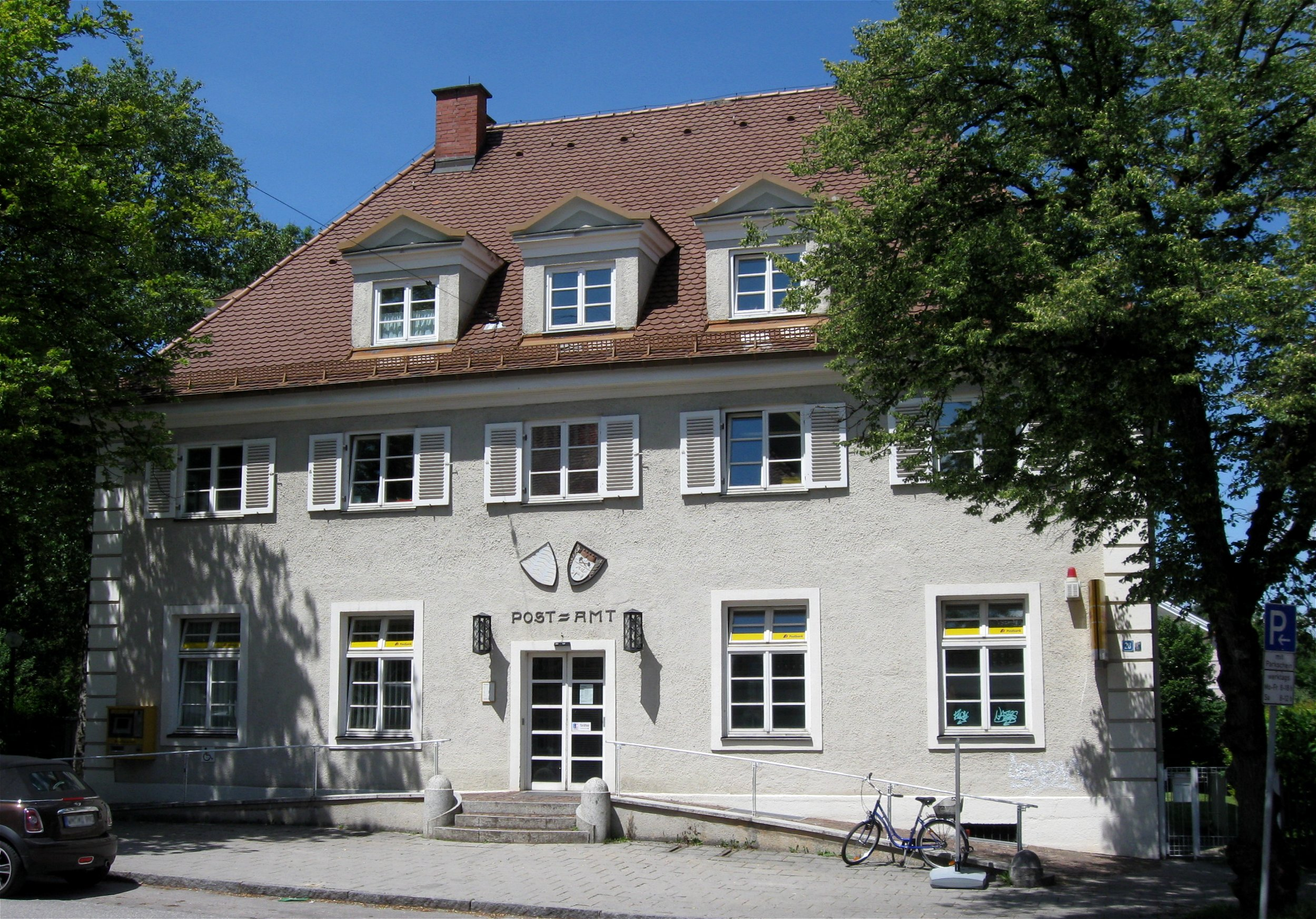
Ehemaliges Postamt in Penzberg

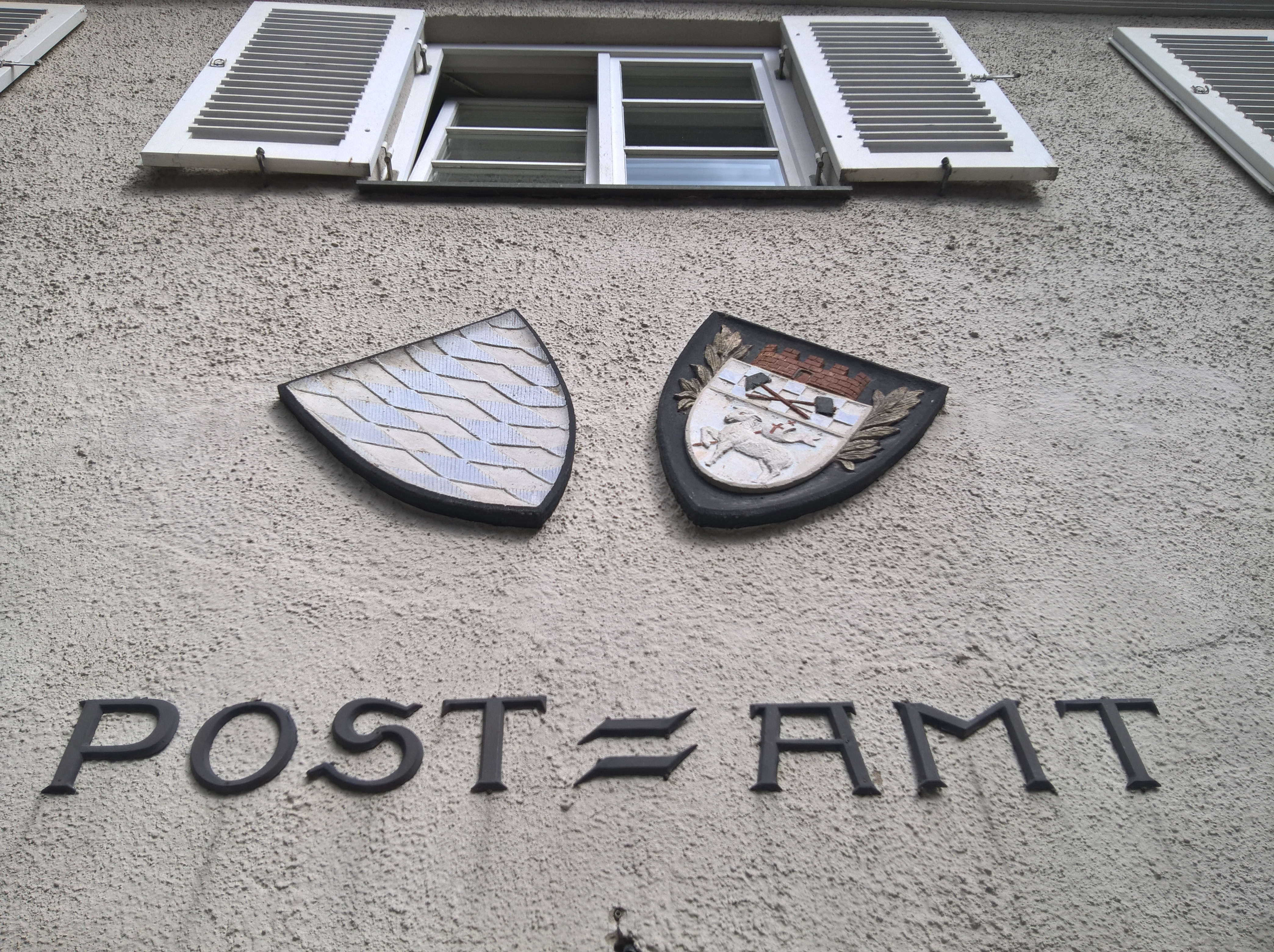
Bayerischer und Penzberger Wappen mit Inschrift über den Eingang.

Das ehemalige Postamt in Penzberg ist ein geschütztes Baudenkmal.

## Beschreibung
Der zweigeschossige Walmdachbau mit Putzgliederungen wurde von Robert Vorhoelzer (1884–1954), damals Oberbaurat in der 1920 geschaffenen bayerischen Postbauverwaltung München und Franz Lochbrunner errichtet. Die moderne Architektur der Postbauten in den 1920er Jahren in Bayern wird als „Postbauschule“ bezeichnet. Es war das erste errichtete Gebäude einer Projektreihe „Landpostamt“. Kennzeichnend für das ehemalige Postamt war die vereinheitlichte Schalterhalle, die bestehenden Putzgliederungen und klare Grundrisse. Der Standort an der Philippstraße wurde bewusst in Bahnhofsnähe ausgewählt. Das Postamt zählt zu den schönsten historischen Gebäuden in der Stadt.
Auf der linken Seite vom Eingang war die Schalterhalle mit drei Schaltern, darunter ein Paketschalter, untergebracht. Es wurden Dienstleistungen von Deutsche Post, Postbank, DHL und Western Union angeboten. Die ehemalige Filiale hatte zuletzt folgende Öffnungszeiten:
| Montag–Freitag: | 8:15–12:30 14:00–17:00 |
| Samstag:        | 8:15–12:30             |

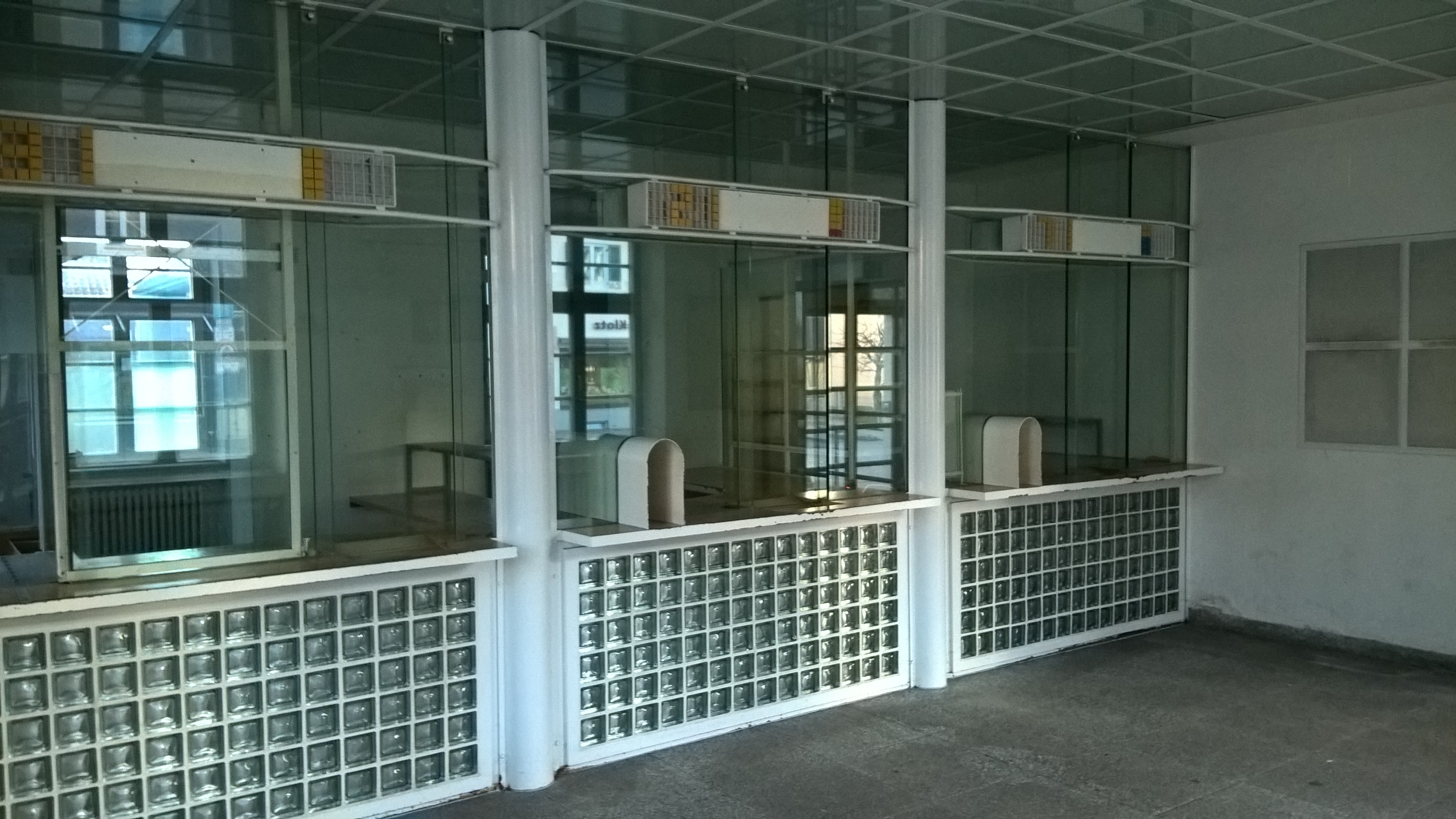
Drei Postschalter, links Paketschalter

Auf der rechten Seite vom Eingang befand sich die Postfachanlage mit 179 Postfächer darunter ein Rückgabefach. Um die Ecke der Postfachanlage befand sich ein kleines Fenster mit einer elektrischen Klingel für die Übergabe von besonders zu behandelnden Postsendungen. Diese war nur den Postfachkunden vorbehalten. Die Postfächer waren in drei Bereiche mit eigenen Postleitzahlen aufgeteilt:
| Postleitzahl | Postfachnummer           |
| ------------ | ------------------------ |
| 82372        | 1101–1165                |
| 82373        | 1201–1265                |
| 82374        | 1301–1365 1 Rückgabefach |

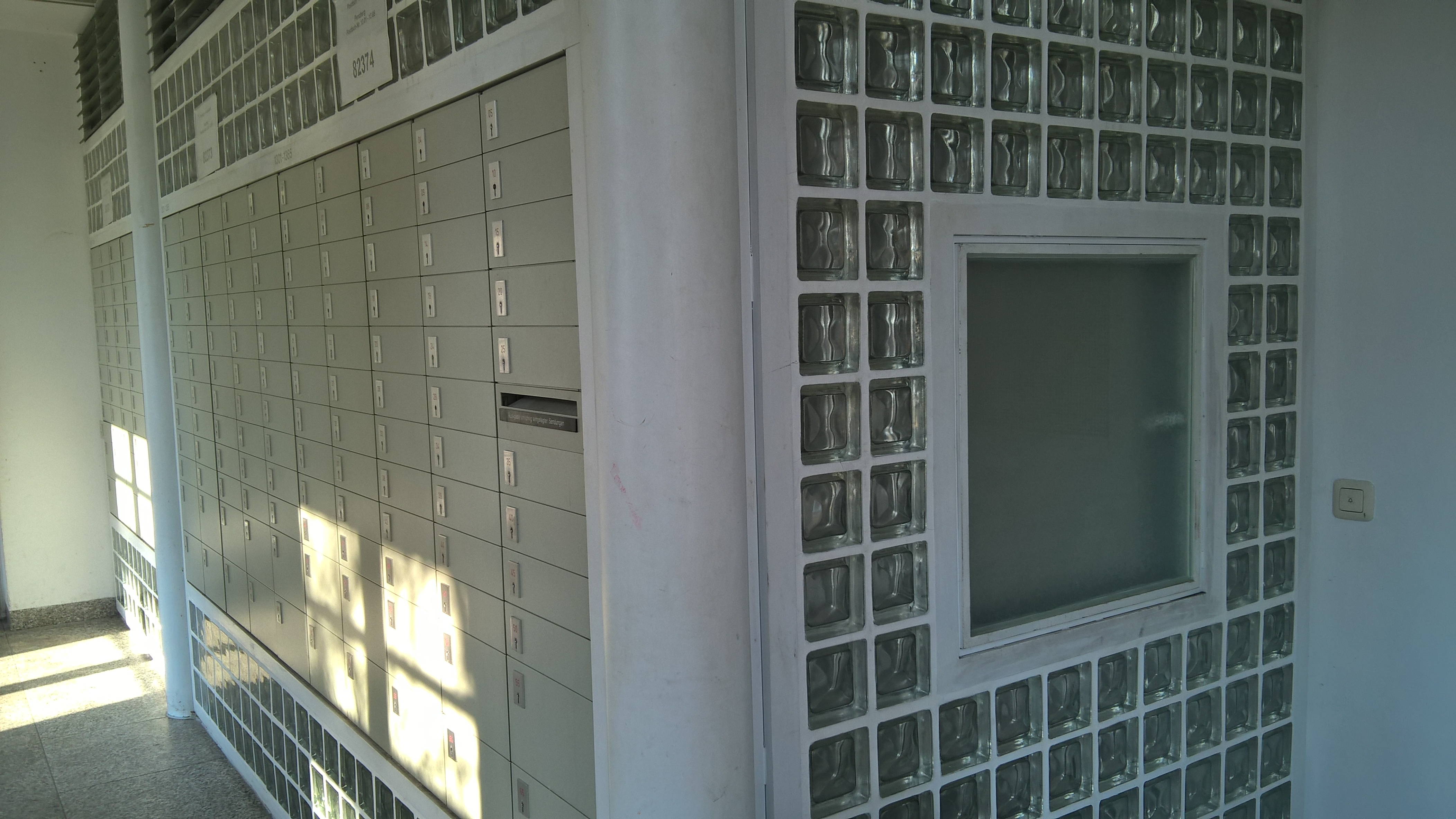
Postfachanlage mit Rückgabefach und Fenster.

Im Obergeschoss befanden sich zu Anfangszeiten Dienstwohnungen, später entstanden dort Büroräume und eine kleine Wohnung. Zuletzt waren Büroräume und ein großer Saal für die Postboten vorhanden. Im Dachgeschoss befindet sich eine Wohnung später entstand dort eine zweite Wohnung.

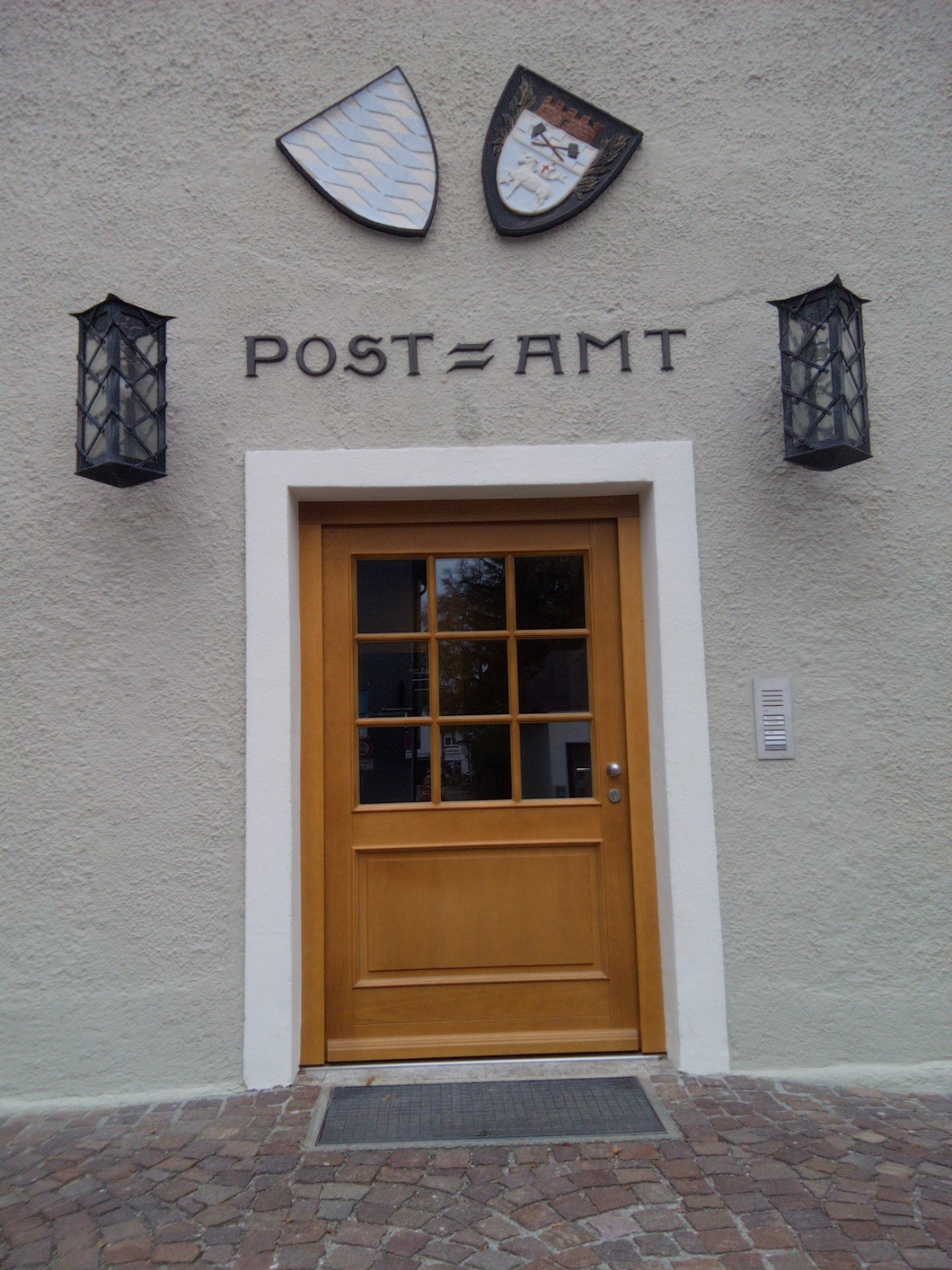
Ehemaliges Postamt Eingang

## Geschichte
1922–1923 wurde das Gebäude an der Philippstraße errichtet. Nach dem Umzug von der Ecke Bahnhofstraße / Ludwig-März-Straße in die Philippstraße wurde es am 23. Juni 1923 eröffnet.
In den Anfangsjahren war die Deutsche Reichspost zuständig, später in den Nachkriegsjahren ab 1950 die Deutsche Bundespost und zuletzt ab 1995 die Deutsche Post AG.
1933 wurden die Postagenturen Antdorf und Habach dem Postamt Penzberg unterstellt. 1935 kamen das Postamt Benediktbeuern und die Postagentur Bichl hinzu.
1942 wurden die Zweigpostämter Benediktbeuern und Bichl wieder vom Postamt Penzberg getrennt und dem Postamt Kochel zugeteilt. Zum Postamt Penzberg gehörten damit nur noch die Poststellen Antdorf, Habach und Sindelsdorf.
Am 1. April 1943 wurde das Postamt Penzberg dem Postamt Weilheim in Oberbayern kassenmäßig zugeteilt.
1966 wurde das Postamt modernisiert und umgebaut.
1977 wurde das Postamt in die Denkmalliste eingetragen.
Im Laufe der 80er Jahre wurde das Postamt modernisiert und umgebaut. Im hinteren Bereich wurde eine kleine Halle mit drei Toren fertiggestellt. Diese wurde mit einem Verbindungsbau mit dem denkmalgeschützten Gebäude verbunden.
Das Gebäude wurde im April 2008 von der Investmentgesellschaft Lone Star erworben und anschließend weiterverkauft. Heute befindet es sich in Privatbesitz.
2010 wurde die Postfiliale in eine Postbank-Partnerfiliale umgewandelt. Somit waren bis zum Schluss zwei Unternehmen in einem Haus.
Am 18. März 2020 um 12:30 Uhr wurde die Postbank-Partnerfiliale geschlossen.
Am 20. Juni 2020 fand die letzte Postfachverteilung statt.
Am 22. Juni 2020 wurden die Zusteller in ein Penzberger Gewerbegebiet verlegt. Ein Jahr später am 27. September 2021 wurden die Zusteller nach Habach in einem Gewerbegebiet verlegt.
Ab Juli 2020 fanden Renovierungs- und Umbau-arbeiten statt. Der Eingang wurde in ursprünglichen Originalzustand zu Anfangszeiten wieder hergestellt. Zuvor war eine automatische elektrische Schiebetür eingebaut.
Seit Dezember 2020 befindet sich im Gebäude eine Arztpraxis und drei Wohnungen.
Heute erinnert eine Inschrift über den Eingang, ein kleines gelbes Pavillon sowie ein Hinweisschild an das ehemalige Postamt.